# Am Nonnenberg
Die Straße Am Nonnenberg ist eine zentrale Erschließungsstraße in Bremen, Stadtteil Gröpelingen, Ortsteil Oslebshausen. Sie führt in Ost-West-Richtung von der Oslebshauser Heerstraße bis zum Alten Heerweg.
Die Querstraßen und Anschlussstraßen wurden benannt u. a. als Oslebshauser Heerstraße nach dem Stadtteil, Kamerunstraße nach der früheren Kolonie, unbenannte Straße, Stubbener Straße nach dem nördlichen Ort, drei unbenannte Wege, Alter Heerweg (unklar); ansonsten siehe beim Link zu den Straßen.

## Geschichte

### Name
Die Straße Am Nonnenberg wurde nach dem Bürgermeister Simon Hermann Nonnen (1777–1847) benannt. Nonnen war Jurist, dann 1806 Ratsherr bzw. Senator in Bremen und 1822 bis zu seinem Tod Bremer Bürgermeister. Der Ausbau der Chausseen und die Gründung der Sparkasse Bremen (1838) waren bei einer Fülle von Aufgaben und Ämtern bedeutsam. Den Nonnenberg, ein Sandhügel seines Gutes in Oslebshausen, schenkte er der Stadt.

### Entwicklung
Oslebshausen war ein kleines Dorf mit 199 Einwohnern um 1812, das nach dem Bau der benachbarten Häfen und Industriebetriebe sich gänzlich veränderte. Die Wegeverbindung von der Oslebshauser Heerstraße zur Alten Heerstraße führte an dem Gutspark Korff’s Holz vorbei und wurde zu einer wichtigen Querverbindung in Oslebshausen. Der Gutspark des Petroleumkaufmanns Wilhelm August Korff (1845–1914) wurde ab 1931 zum Oslebshauser Park.
Nach dem Zweiten Weltkrieg fand eine intensive Wohnbebauung in dem vom Krieg stark betroffenen Ortsteil statt. 2007 hatte Oslebshausen 8585 Einwohner. 1977 entstand das Bürgerhaus Oslebshausen als drittes Bremer Bürgerhaus.

### Verkehr
Im Nahverkehr in Bremen tangieren an der Oslebshauser Heerstraße die Buslinien 80 und 81 (Gröpelingen ↔ Industriehäfen), 90 (Gröpelingen ↔ Neuenkirchen), 93 (Gröpelingen ↔ Marßel), 95 (Gröpelingen ↔ Bockhorn) sowie 660 (Bremen Hbf – Hagen) und 680 (Gröpelingen – Wallhöfen) die Straße.

## Gebäude und Anlagen
An der Straße stehen überwiegend ein- und zweigeschossige Wohnhäuser.
Erwähnenswerte Gebäude und Anlagen
- Oslebshauser Heerstraße 96 Ecke Am Nonnenberg: 2-gesch. Wohn- und Geschäftshaus mit der Linden-Apotheke
- Der 10 Hektar große Oslebshauser Park von 1931/32 nach Plänen von Gartenbaudirektor Paul Freye;
  - Nr. 9/11: im Park steht die ehem. Villa Korff von 1891 für den Petroleumkaufmann Wilhelm August Korff (1845–1914) nach Plänen von Eduard Gildemeister und Wilhelm Sunkel.
- Nr. 4 bis 8a: 1-gesch. neue Wohnhäuser von um 2000
- Nr. 10: Ehemalige Neuapostolische Kirche Gröpelingen/Oslebshausen von 1954, 2012 entwidmet, 2013 verkauft und zum Wohnhaus umgebaut
- Nr. 23: 1-gesch. Wohnhaus mit 2-gesch. Giebel
- Nr. 38: 1-gesch. städtisches Kinder- und Familienzentrum Am Nonnenberg von 1957 nach Plänen von Ludwig Almstadt (Hochbauamt Bremen)
- Nr. 40: 1-gesch. Bremer Bürgerhaus Oslebshausen von 1977 (2002 renoviert) und Spielhaus im Oslebshauser Kinder- und Jugendpark, Bexhöveder Straße
- Nr. 42 und 44: 2-gesch. neuere Wohnhausanlage

Gedenkstein:
- zur Erinnerung an ca. 4000 Zwangsarbeiter und Kriegsgefangene im Zweiten Weltkrieg; errichtet Am Nonnenberg 40